# Ewa Borzęcka
Ewa Borzęcka (ur. 2 maja 1960 w Ostrołęce) – reżyserka filmów dokumentalnych, głównie o tematyce społecznej.

## Wybrana filmografia
- 1987: Urodziłem się aniołem – nagroda "Brązowy Lajkonik" na Festiwalu Filmów Dokumentalnych w Krakowie;
- 1988: Sprawa szeryfa – nagroda "Brązowy Lajkonik" na Festiwalu Filmów Dokumentalnych w Krakowie;
- 1995: Kobiety, koty i dzieci;
- 1996: Trzynastka – Grand Prix na Festiwalu Balticum na Bornholmie;
- 1997: Arizona – nagroda "Złoty Lajkonik" na Festiwalu Filmów Dokumentalnych w Krakowie;
- 1999: Oni
- 2001: Damsko-męskie sprawy

## Kontrowersje
Najgłośniejszym dokumentem Ewy Borzęckiej a zarazem wywołującym najwięcej kontrowersji jest „Arizona”. Obraz uhonorowany został Złotym Lajkonikiem, laurem najwyższym krakowskiego festiwalu filmowego. To opowieść o tytułowym tanim winie oraz mieszkańcach wsi Zagórki i ich losach po upadku miejscowego PGR-u. Werdykt festiwalowego jury pod przewodnictwem Jerzego Kluby wywołał dyskusję na temat etyki dokumentalisty. Pojawiły się zarzuty, że reżyserka sama wprowadzała swych rozmówców w stan upojenia, by uzyskać lepszy efekt przed kamerą. Autorka zabiegała, aby obraz Zagórek był jak najbardziej odpychający. Kiedy na jaw wyszło, iż Borzęcka sama przywoziła wino „Arizona” rozdając je za darmo miejscowym, zaś świnię zarżniętą przez gospodarzy „by nie karmić dla złodziei” też im kupiła, a także rezygnowała z wywiadów w mieszkaniach wyglądających „zbyt porządnie”  – część środowiska filmowego wyraziła stanowczy protest przeciwko tak nachalnemu kreowaniu rzeczywistości. Marcel Łoziński w rozmowie z Tadeuszem Lubelskim mówił: „(...) ona nie bierze w obronę tych ludzi, ona ich poniża, to jest zwykłe epatowanie najbardziej brutalnymi scenami z życia chłopstwa, odwołujące się do najniższych instynktów widza”.